# Великий Обляй
Великий Обляй (хорв. Veliki Obljaj) — населений пункт у Хорватії, у Сисацько-Мославинській жупанії у складі міста Глина.

## Населення
Населення за даними перепису 2011 року становило 22 осіб.
Динаміка чисельності населення поселення:

## Клімат
Середня річна температура становить 10,65 °C, середня максимальна – 24,83 °C, а середня мінімальна – -5,72 °C. Середня річна кількість опадів – 1112 мм.
| Клімат поселення                              | Клімат поселення | Клімат поселення | Клімат поселення | Клімат поселення | Клімат поселення | Клімат поселення | Клімат поселення | Клімат поселення | Клімат поселення | Клімат поселення | Клімат поселення | Клімат поселення | Клімат поселення |
| Показник                                      | Січ.             | Лют.             | Бер.             | Квіт.            | Трав.            | Черв.            | Лип.             | Серп.            | Вер.             | Жовт.            | Лист.            | Груд.            |                  |
| Середній максимум, °C                         | 7,23             | 8,68             | 13,02            | 17,20            | 21,65            | 24,83            | 23,84            | 23,26            | 19,82            | 15,15            | 9,27             | 5,45             |                  |
| Середня температура, °C                       | 0,74             | 2,20             | 6,54             | 10,72            | 15,17            | 18,35            | 20,05            | 19,50            | 16,04            | 11,38            | 5,47             | 1,67             |                  |
| Середній мінімум, °C                          | −5,72            | −4,29            | 0,06             | 4,26             | 8,69             | 11,88            | 16,27            | 15,71            | 12,25            | 7,60             | 1,70             | −2,12            |                  |
| Норма опадів, мм                              | 69               | 69               | 78               | 93               | 95               | 102              | 97               | 96               | 103              | 106              | 115              | 89               |                  |
| Середньомісячна швидкість вітру, м/с          | 1.65             | 1.78             | 2.16             | 2.08             | 1.89             | 1.70             | 1.70             | 1.56             | 1.54             | 1.62             | 1.69             | 1.72             |                  |
| Середньомісячна сонячна радіація, кДж/м²·день | 4363             | 7059             | 10677            | 15139            | 19271            | 21253            | 22505            | 19495            | 14418            | 9084             | 4803             | 3582             |                  |
| --------------------------------------------- | ---------------- | ---------------- | ---------------- | ---------------- | ---------------- | ---------------- | ---------------- | ---------------- | ---------------- | ---------------- | ---------------- | ---------------- | ---------------- |
| Джерело:                                      |                  |                  |                  |                  |                  |                  |                  |                  |                  |                  |                  |                  |                  |